# Блу Риџ Шорес (Вирџинија)
Блу Риџ Шорес (енгл. Blue Ridge Shores) насељено је место без административног статуса у америчкој савезној држави Вирџинија.

## Демографија
По попису из 2010. године број становника је 813.
| Група             | 2000.    | 2010.       |
| Белци             | 0 (0,0%) | 724 (89,1%) |
| Афроамериканци    | 0 (0,0%) | 42 (5,2%)   |
| Азијати           | 0 (0,0%) | 5 (0,6%)    |
| Хиспаноамериканци | 0 (0,0%) | 28 (3,4%)   |
| Укупно            | 0        | 813         |